# Mistral (vent)
Pour les articles homonymes, voir Mistral.
Le mistral (en occitan mistrau, mistral ou magistral, en catalan mestral, en corse maestrale) est un vent  du nord catabatique et un vent de couloir, de secteur nord-ouest à nord, très froid en hiver et souvent violent, qui concerne le nord du bassin de la Méditerranée occidentale. Il peut atteindre plus de 100 km/h en plaine, notamment dans la basse vallée du Rhône.
Généralement sec et accompagné d'un temps très ensoleillé, son caractère dominant lui confère un rôle important dans l'originalité du climat provençal et languedocien grâce à son action dégageant le ciel.

## Étymologie et historique
Le substantif masculin,,, « mistral », prononcé [mistʀal] en français standard,, est un emprunt, à l'ancien provençal maestral,,, issu du bas latin magistralis, lui-même dérivé du latin classique magister (« maître »).

### Antiquité
Dans son Histoire naturelle du Languedoc, publié en 1737, Jean Astruc (1684-1766) consacre un chapitre sur les vents particuliers du Languedoc, en indiquant toutes les références antiques. Par exemple, les auteurs antiques avaient nommé Circius ou Cercius un vent violent de Narbonnaise. Selon l'auteur latin Sénèque, repris par plusieurs auteurs, l'empereur Auguste aurait érigé un temple à ce vent particulier appelé Cers ou Vent de Cers. Il s'agirait en fait de la Tramontane.
Le mistral actuel serait représenté par le Melamboreas ou Bise noire, de la catégorie antique des « vents noirs », vents froids et violents venant du nord et du nord-ouest. Astruc cite Strabon dans sa Géographie (livre IV) :« [le Melamboreas est un] vent du Nord dont la direction suit le cours du Rhône, très froid et très violent depuis Avignon jusqu'à l'embouchure du Rhône (...) il souffle dans l'étendue, surtout de la Crau, un vent septentrional d'une violence horrible. On dit qu'il ébranle et qu'il entraîne les pierres, qu'il enlève les voyageurs de dessus leur voiture, et qu'il leur arrache leurs armes et leurs habits. »

### Mistral et folklore
Dans la tradition provençale, le mistral est l'un des « trois fléaux de la Provence », les deux autres fléaux étant la Durance et le Parlement d'Aix. Le proverbe historique est le suivant :

« Lou Parlamen, lou Mistrau e la Durènço soun li tres flèu de la Prouvènço (Le Parlement, le mistral et la Durance sont les trois fléaux de la Provence). »

Dans sa forme complète, le proverbe précise : « Le mistral et la Durance gâtent la moitié de la Provence ».

#### Désignations

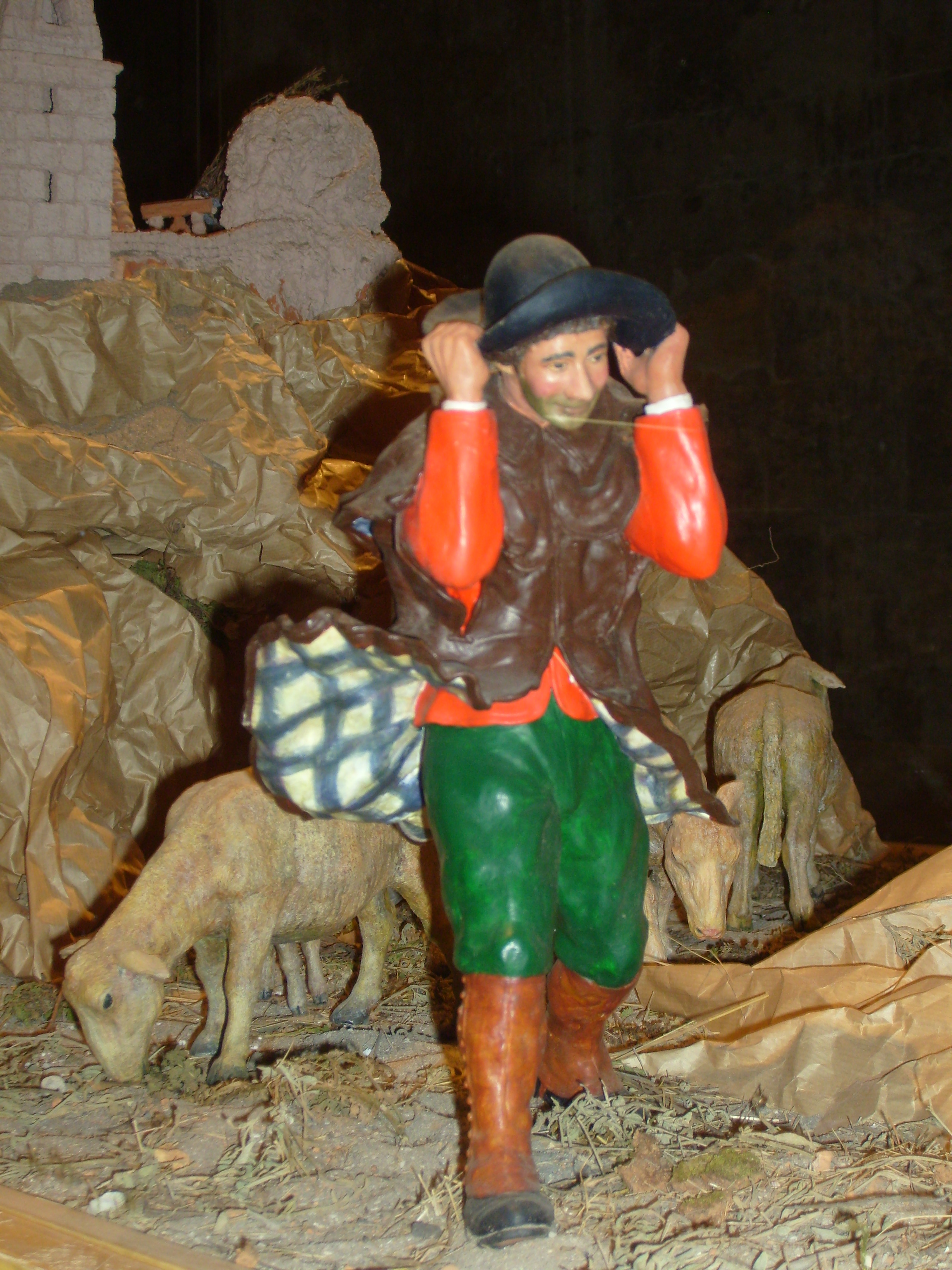
Art populaire du santon de Provence : le berger face au mistral « enleveur de chapeau » ou rauba-capèu.

De nombreux termes provençaux (sujets à variations selon les localités) désignent plusieurs sortes de mistral. Selon le type : Lou rouncaire est le mistral ronfleur, Lou boufaire est le mistral souffleur.
Selon l'intensité :
- Le mistralet ou magistralou, est un mistral modéré, agréable et favorable.
- Le mistralado ou mistrado, est une bourrasque, une rafale ou un coup de mistral.
- Le mistralas ou magistralas, est un mistral fort et désagréable (montant jusqu'à 3 000 mètres et dépassant les 100 km/h)[11]. C'est celui qui enlève les chapeaux, un rauba-capèu.
- Le broufouniè-de-mistrau, est une tempête de mistral dans toute sa violence.

Selon l'orientation : Le pounènt-mistrau ou mistralo est un vent d'ouest ou ouest-nord-ouest, intermédiaire entre le ponant et le mistral, la tremountano-mistralo est un vent du nord-nord-ouest, intermédiaire entre la tramontane et le mistral.
Outre l'enleveur de chapeau rauba-capèu, le mistral est le sécheur de boue lou manjo fango, le balayeur l'escoubiaïre. Dans la région de Grasse, on dit aussi que le mistral a tête chaude et queue froide Lou mistrau a tèsto caudo e couo freio.

#### Signes du mistral
Quand un troupeau de moutons a tendance à se disperser avec des bêtes qui gambadent, lorsque les chats se poursuivent en courant, cela annonce le mistral. De même lorsque les vers de terre se montrent propres (s'ils sont terreux, c'est signe de pluie). En Camargue, lors du mistral, les taureaux d'une manade se serrent les uns contre les autres, tête baissée, les cornes face à la force du vent.
Les nuages sur le massif du Luberon, venant du nord et nord-ouest amènent le mistral (Lambesc). Si le couchant est rouge à la tombée du jour, c'est mistral pour le lendemain (Comtat). Quand le ciel se couvre à l'ouest, avec un vent du sud-ouest, il tournera en mistral (La Ciotat).
En mer, le mistral augmente significativement la visibilité (notamment des côtes lointaines normalement hors de vue), et marque un contraste fort entre une mer sombre et un ciel très clair, séparés par un horizon net.

#### Survenue et durée du mistral
Dans le Var, on disait que le mistral du jeudi durera 9 jours, le mistral du vendredi n'ira pas à la messe (pas jusqu'à dimanche), le mistral de samedi ne voit pas le lundi. De même, le mistral qui dit « bonjour » (débutant le jour) est là pour 3, 6 ou 9 jours, alors que celui qui dit « bonsoir » (débutant le soir) est là jusqu'à demain soir. Le mistral qui survient dans la nuit ne dure que le temps de cuire un pain (Cassis Six-Fours) “Mistral de nuit, ne dure qu’un pain cuit” , ou jusqu'au temps de le manger (région d'Arles). Au coucher du soleil, si le mistral faiblit ou cesse pendant quelques minutes, on dit qu’il fait « le salut au soleil ». Dans ce cas, il continuera à souffler le lendemain. S’il ne fait pas le salut au soleil, il cessera de souffler au cours de la nuit. (Haute Provence, région de Forcalquier)[réf. nécessaire].
Le proverbe général (dans l'ensemble de la Provence) est que « le mistral, pour souffler, signe toujours un bail de 3, 6, ou 9 jours d'affilée ». Cela est un mythe sans base scientifique,.

## Définition et extension du mistral
Le mistral commun correspond à une incursion d'air polaire maritime provenant de l'océan Atlantique. Il naît en aval du mont Pilat (au sud de Condrieu près de Pélussin), en aval du massif du Devès et en aval du massif de la Chartreuse. À l'ouest du Rhône, il a une direction nord-nord-est, il balaie les Cévennes, les Grands Causses, le Bas Languedoc et peut s'étirer jusqu'aux îles Baléares. Dans la vallée du Rhône, il est de secteur nord. À l'est du Rhône, il est de secteur nord-ouest ; il balaie le Dévoluy, les Baronnies, le Comtat Venaissin et le  Tricastin, le comté de Provence et s'étiole vers le sud-est entre le comté de Nice et le cap Corse. Ainsi, ce vent souffle généralement du nord-ouest au nord, mais dans certaines vallées préalpines et sur la Côte d'Azur, le relief le canalise à l'ouest. Quelquefois, il souffle du nord-nord-est sur l'est du Languedoc et jusqu'au cap Béar. Il n'est pas rare qu'un épisode de mistral ne concerne qu'une partie du domaine pré-cité. Il existe aussi un mistral de Lyon qui concerne la vallée de l'Azergues, la ville de Lyon et la région de Bourgoin-Jallieu.
Un fort mistral peut être ressenti jusqu'en Corse, Sardaigne et îles Baléares.
Une définition informelle du mistral concernant toutes ces régions se définit par trois caractères : sa direction Nord-Ouest, sa vitesse d'au moins 5 m/s, et sa persistance d'au moins six heures consécutives, pour le distinguer d'une brise locale ou d'un grain. Le mistral est défini de manière plus rigoureuse par Météo-France comme un vent produisant des rafales de plus de 32 nœuds et de secteur plutôt nord (voir infra pour les détails). Le record de vitesse du mistral est de 320 km/h au mont Ventoux le 19 novembre 1967. Le mistral est un vent de surface dont l'épaisseur ne dépasse guère 3 000 m.
On notera que tous les nuages sombres ne sont pas toujours dégagés par le mistral. En Provence et en Camargue on parle alors du « mistral noir », qui serait plus fréquent en Corse.
Ce vent sec qui semble glacial, propulse les masses d'air frais descendues du Massif central et du nord de la France dans la vallée du Rhône. Il est dévastateur pour les cultures et attise les incendies.

## Circonstances des épisodes de mistral

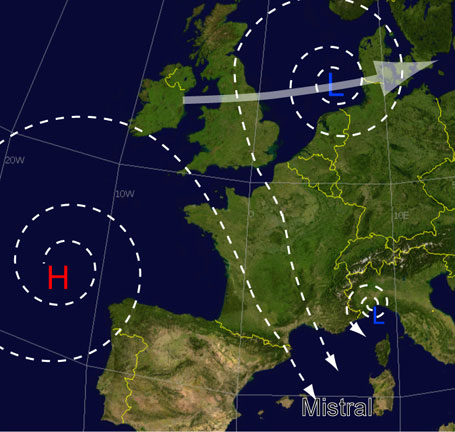
Origine du mistral

Le mistral naît de la différence de pression entre une dorsale anticyclonique sur le proche Atlantique ou l'Europe du Nord et un minimum dépressionnaire sur la Méditerranée (golfe de Gênes).
Le flux de nord-est à nord-ouest engendré par cette configuration est canalisé et accéléré dans la vallée du Rhône (vent de couloir) jusqu'à une altitude d'environ 3 000 m (contournement de la chaîne alpine).
L'extension du phénomène dépend des circonstances dans lesquelles s'installe un régime de mistral.
Le mistral peut souffler toute l'année. Cependant, le mistral tend à souffler plus fréquemment durant l'hiver et le début du printemps météorologique avec un léger minimum en été.

### Différentes configurations de mistral

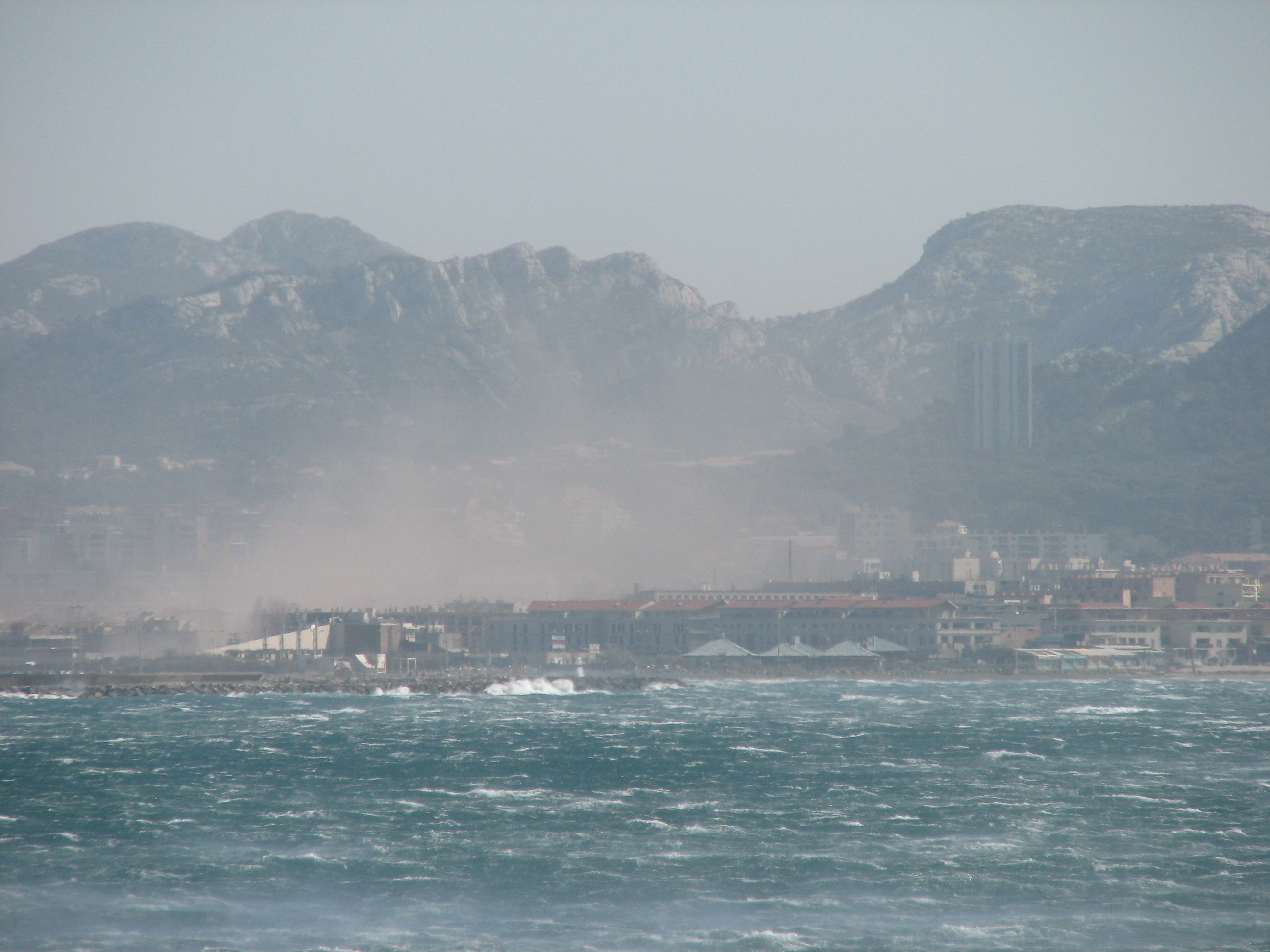
Mistral soufflant en tempête au large de Marseille

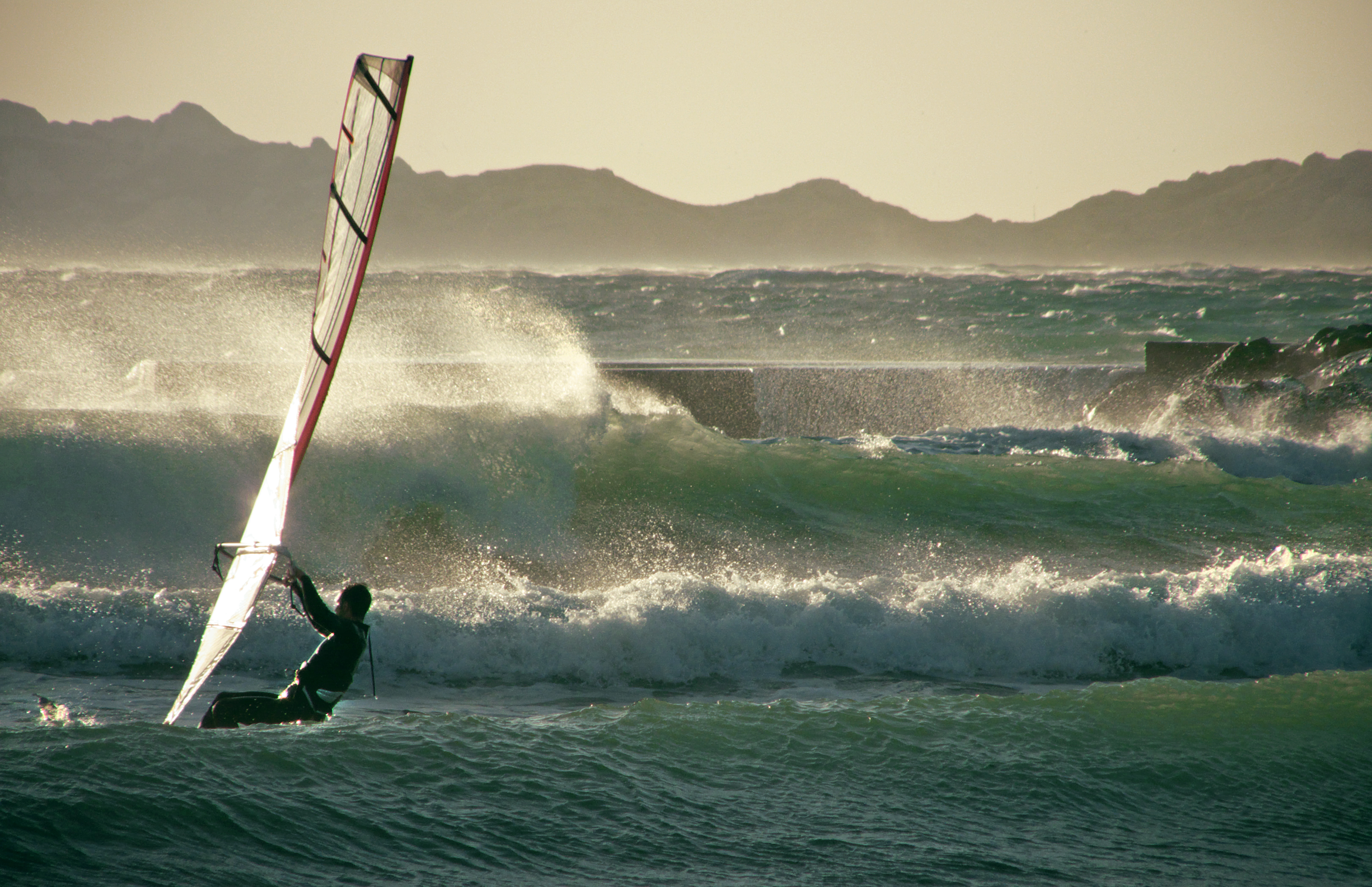
Mistral de 27 nœuds avec des rafales à 43 nœuds frappant la plage du Prado à Marseille le 7 mars 2009 à 17:45

Cette situation est à l'origine des épisodes de mistral et de tramontane les plus fréquents. Un front froid associé à une dépression sur l'Europe du Nord se déplace vers l'est. Le flux s'oriente au nord-ouest après le passage du front, apportant de l'air océanique frais. Il est associé à un ciel de traîne
sur le versant atlantique du Massif central : il provoque des averses sur les hauts plateaux du Massif central.
Par effet de foehn, l'air s'assèche brutalement dans les basses vallées de l'Ardèche et du Gard. Ceci dissipe tous les nuages très rapidement. Comme la visibilité est en général excellente après le passage d'un front froid (même en présence de giboulées), l'air devient absolument limpide dans la basse vallée du Rhône avec un ciel de couleur bleu lavande. On dit abusivement que le mistral « chasse les nuages ». En fait l'air en aval est subsident : il affaisse la traîne.
En hiver, l'air est souvent très froid sur le plateau ardéchois à cause de la présence de neige. Cet air froid s'écoule vers le sud-est ce qui fait de ce mistral un vent catabatique.
L'accélération du vent est provoquée par un effet Venturi lié à la formation d'une dépression dans le golfe de Gênes, sous le vent des Alpes. L'épisode de mistral concerne alors toute la vallée du Rhône, la Provence jusque dans l'arrière-pays et la Côte d'Azur, où il vient de l'ouest.
Dans le Languedoc, c'est la tramontane qui souffle fort. Mistral et tramontane, ici associés, soufflent sur le golfe du Lion et le nord-ouest de la Méditerranée occidentale, et peut être ressenti à l'est des Baléares, en Sardaigne et quelquefois jusqu'à la côte africaine.

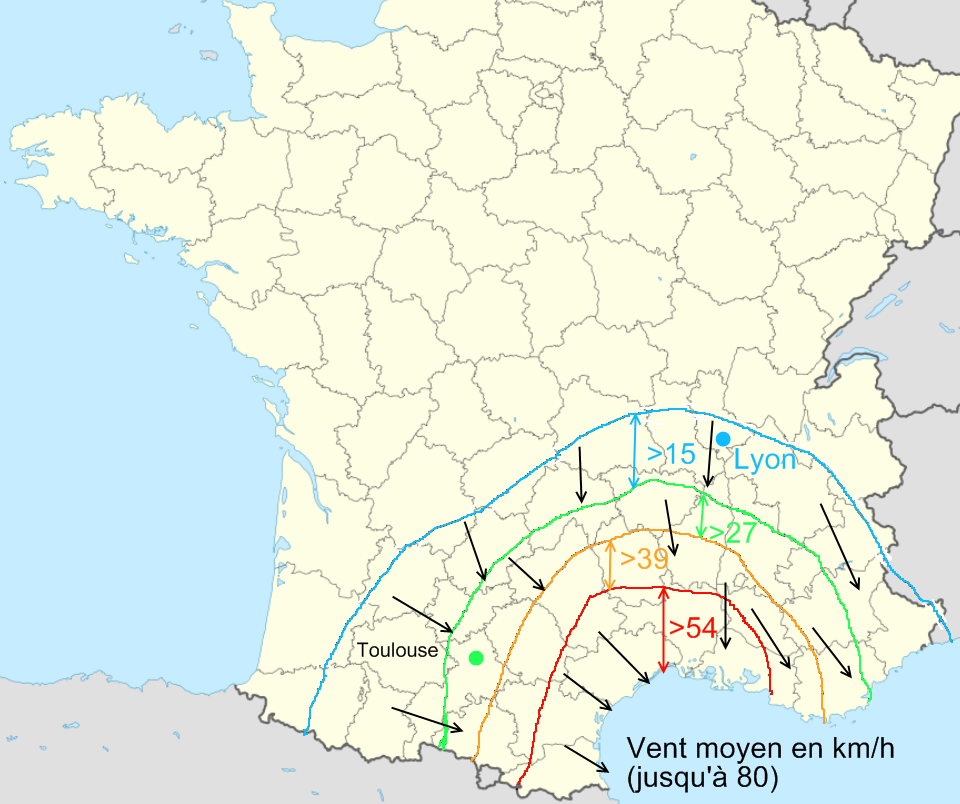
Mistral fort le 13 novembre 2008 à midi (vent dans le Sud de la France).

Lorsque le flux est orienté au nord-nord-ouest, voire nord, avec un anticyclone très étendu en latitude sur l'Atlantique et un flux perturbé sur la France, l'air est plus froid, aussi bien en altitude qu'au sol. Le mistral engendré par cette circulation méridienne est plus violent et le temps moins clément, avec des chutes de neige à basse altitude : c'est le « mistral noir ». Le mistral est alors moins ressenti à l'est de la Provence où souvent se produit un retour d'est. Ce type de temps est souvent causé par une advection d'air arctique comme discuté infra.

### Flux zonal d'ouest
Lorsque le flux est plutôt d'ouest (régime zonal), la masse d'air n'est pas forcément froide et le mistral n'est ressenti que sur la plaine du delta du Rhône et sur la côte d'Azur. Il ne fait beau que près des côtes méditerranéennes et il peut pleuvoir dans l'arrière-pays. La Côte d'Azur a un ciel dégagé et un temps plus chaud grâce à un effet de foehn. De loin les plus courants, ces épisodes de mistral sont assez brefs : généralement pas plus d'un à trois jours[réf. nécessaire]. À titre d'exemple, de fortes précipitations se produisirent sur presque toutes les Alpes Sud-Occidentales du 10 au 16 février 1990. Le 14 février, une chaleur quasi-estivale se produisit sur Nice avec un ciel peu nuageux avec une température maximale de 25,6 °C. Le vent était assez fort de secteur nord-ouest de caractère fœhnique que l'on eût pu assimiler à du mistral. Il pleuvait ou neigeait presque partout ailleurs sur les Alpes ; il n'y avait pas de dépression sur le golfe de Gênes. En outre le flux en altitude était de secteur W-WNW engendré par des dépressions au nord de l'Europe.
Ainsi, Yohia refuse d'appeler un tel vent du mistral car sa définition correspond uniquement à l'advection d'air arctique comme discuté infra.

### Advection d'air arctique
Ce phénomène se produit lorsqu'une masse d'air très froide advecte au nord et à l'ouest des Alpes. Dans la masse d'air arctique, la tropopause est fortement abaissée. Il se produit alors un blocage d'air froid en amont de la chaîne de montagnes et il se produit une dépression dynamique sur le golfe de Gênes. D'après le théorème de conservation du tourbillon potentiel, au-dessus de la mer tiède dans le golfe de Gênes, et la tropopause étant plus haute, la dépression se creuse profondément car le tourbillon ζ devient fortement positif. En conséquence, l'air froid stratosphérique est advecté à basse altitude ce qui provoque des vents glacials de secteur nord dans la vallée du Rhône. L'advection d'air très froid dans la vallée du Rhône qui provoque des chutes de neige à basse altitude et non un ciel dégagé comme l'on pourrait s'attendre est appelée « mistral noir ». Ce phénomène est lié à un phénomène similaire à un front froid de retour (qui est en fait un front chaud de retour). Il correspond à un retour vers l'ouest d'une zone barocline (ou front). Comme de l'air plus chaud est présent en altitude avec des vents en altitude de secteur sud-est, alors les précipitations neigeuses se produisent. Ce phénomène se produisit le jour de l'Épiphanie 1709 lors du gel en une nuit du bas Rhône avec un vent épouvantable et l'arrivée de faibles chutes de neige.
Ce fut l'arrivée brutale du grand hiver de 1709. Un phénomène similaire se produisit le jour de la Chandeleur 1956 qui marqua le début de la vague de froid de février 1956.

### Mistral d'été
Ce type de mistral, contrairement aux précédents, n'est pas engendré par une configuration synoptique particulière. Il se produit au printemps et en début d'été et concerne la vallée du Rhône et la côte provençale. Il est souvent appelé « mistralet ». Il est engendré par la formation d'une dépression thermique sur l'arrière-pays provençal (Var, Alpes-de-Haute-Provence) surchauffé en journée alors que la mer est encore relativement fraîche. L'appel d'air créé engendre un flux de nord sur l'ouest de la Provence et ce mistral est souvent annulé près du littoral par des brises maritimes. Il ne souffle que la journée, car sa formation est liée à l'évolution diurne. Ce type de mistral est redouté en Provence car il renforce l'effet de la sécheresse estivale, attise et propage les incendies de forêt.
Ce phénomène se produisit de manière spectaculaire lors de la canicule européenne de juin 2019 lorsqu'un mistral diurne se leva sur Nîmes le 28 juin 2019
qui engendra la température record de 45,9 °C à Gallargues.
Ce mistral était un vent catabatique (ou effet de fœhn) qui dévala probablement des hauts plateaux de la Lozère, analogue au vent de Santa Ana, engendrant un réchauffement considérable dans le Bas Languedoc.

### Mistral et retour d'est

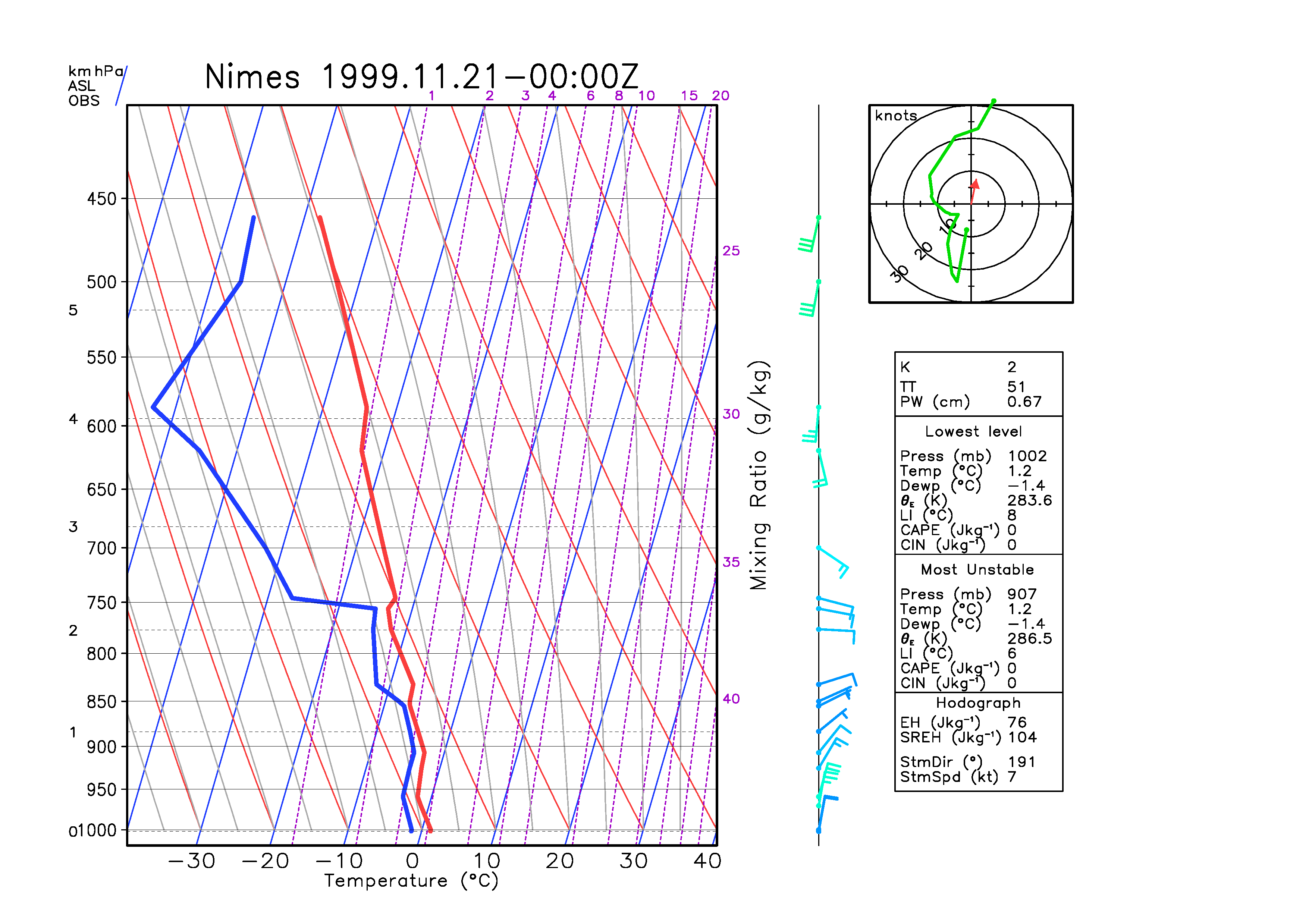
Exemple de mistral noir à Nîmes le 21 novembre 1999

Le mistral n'est pas toujours synonyme de ciel clair. Le 21 novembre 1999, des chutes de neige à basse altitude se produisirent dans la basse vallée du Rhône. Pourtant, le « mistral » soufflait assez fort au-dessus de Nîmes. Ainsi, au niveau 970 hPa (à 300 m au-dessus du sol) le vent était de direction 10° à 24 nœuds. Donc, le temps eût dû être clair puisque le mistral est censé chasser les nuages. Le sondage ci-contre montre qu'il n'en fut rien et l'air était complètement saturé jusqu'au niveau 750 hPa (2300 m environ). Il y avait donc un nimbostratus assez mince au-dessus de la ville. En outre, l'hodographe montre que vers 1 500 m d'altitude, le vent était plein est et donc apportait de l'air humide. Au-dessus de 2 300 m d'altitude, le vent était de secteur sud et l'air était très sec. Ainsi Blanchet rapporte les conditions suivantes : « Ainsi, entre le sol et 5 000 m d'altitude, le vent tourne progressivement du nord au nord-est à 1 000 m, à l’est dès 2 000 m, au sud-est à 3 000 m et au sud à 4 000 m. Il apparaît clairement que la présence d’air venu du sud en altitude et d’air froid de surface est à l’origine des chutes de neige. » Cependant, le sondage montre que l'air du sud était sec et donc le nimbostratus correspond à la zone de transition entre l'air arctique au sol (vent de N) et l'air tropical en altitude (vent de S).

### Présence de mistral à Nice?
Il est souvent dit que les massifs des Maures et de l'Estérel arrêtent le mistral, bien que le mistral souffle avec violence le long des côtes de ces massifs. On remarquera que ces 2 massifs, qui sont de faible altitude, sont situés au sud-ouest de Nice alors que le mistral devrait être un vent de nord-ouest à Nice. Ernest Bénévent fut le premier à reconnaître que cette explication ne tenait pas. Il en déduisit donc que l'absence en général de mistral à Nice était due à un « effet barométrique ».
L'auteur cita un cas d'école les 1, 2 et 3 avril 1912 où il soufflait un mistral violent à Marseille (entre 35 et 50 nœuds !) alors qu'à Nice le vent originellement du sud-est bifurqua vers l'est puis le nord-est à mesure que la dépression du golfe de Gênes se déplaçait vers l'est et finalement s'éloigna vers les Balkans.
L'auteur affirme que le vent de nord-ouest est rare à Nice et en général ne se produit que si la dépression se déplace dans l'embouchure du Pô et que de par la loi de Buys-Ballot, alors le vent s'orientera au nord-ouest. Cependant, lors de l'épisode de vent de nord-ouest fort du 14 février 1990, le flux était purement zonal sans dépression sur la plaine du Pô (voir discussion supra).
Lors d'un violent épisode de mistral à Marseille, des cumulonimbus peuvent se développer sur le Mercantour (situé à 40 km au nord de Nice) provoquant des orages violents. C'est ce qui s'est passé le 10 août 2016  avec un mistral violent à Marseille provoquant des incendies de forêt
et de gros orages sur le Mercantour,.
On notera que Carréga affirme que le temps revient au beau dans la région niçoise lorsqu'un « mistral » de sud-ouest se met à souffler (que l'on pourrait appeler ponant).

### Définition numérique du mistral
Il est souvent dit de manière informelle que le mistral est un vent « froid » soufflant du nord. La définition couramment admise d'un jour de mistral à Orange est un vent de secteur 320° à 030° avec une rafale supérieure à 32 nœuds. À Marseille la direction doit être comprise entre 290° et 360°. Cette définition est remise en cause par Yohia car il arrive assez souvent que ledit mistral soit assez doux voire chaud ce qui contredit le fait que le mistral soit un vent « froid ». En effet au sud du Luberon ou du mont Ventoux, il se produit un phénomène d'effet de foehn qui réchauffe l'air. Dans la région niçoise comme mentionné supra, le vent d'ouest (ponant ou mistral?) qui est chaud, est aussi lié à un phénomène de fœhn.
Yohia prétend que l'on ne peut parler de mistral que dans des cas très précis qui sont l'existence d'une dépression du golfe de Gênes (qu'il appelle « Cyclone de Lee » [sic]) et une advection d'air arctique dans la région lyonnaise et au nord, avec abaissement de la tropopause. D'après le théorème de conservation du tourbillon potentiel, alors le mistral « froid » se produit car l'air stratosphérique est advecté à basse altitude. Cependant, la définition de Yohia est loin d'être satisfaisante car les mistralets qui soufflent en début d'été sont les pires propagateurs d'incendies de forêt et engendrent un ciel d'un bleu très pur. On dit toujours que le mistral est le pire ennemi des forêts. Ceci correspond à la définition usuelle du mistral : vent de nord-ouest et ciel très pur.

### Prévisions du mistral
L'intensité du mistral dépend généralement de la différence de pression. Par exemple, si elle est supérieure à 5 hectopascal entre Ambérieux et Toulon, on peut s'attendre, selon météo france, à d'importantes rafales de mistral en Provence et en Camargue. Ces prévisions sont basées sur des évaluations statistiques de modèles météo qui sont mis à jour d'heure en heure.

## Idées reçues concernant le mistral
Le mistral souffle en rafales selon une direction Nord-Nord-Ouest environ 130 jours par an, avec une vitesse variant de 30 à 120 km/h. Selon les régions, il porte différents noms : biso, cantaleso, cers (cf. supra), galerno, vent-terrau. La définition de Météo-France est plus restrictive et ne comptabilise que 81 jours de mistral à Toulon. En outre, la définition du mistral se fait sur la vitesse des rafales et en outre, le vent eut pu atteindre 320 km/h au mont Ventoux.
Une définition informelle du mistral concernant toutes ces régions, est un vent sec de secteur ouest à nord et soufflant par rafales « dégage le ciel » et rend l'air limpide. Ceci est en général vrai mais cette définition est trop réductrice car le mistral peut engendrer du très mauvais temps avec des chutes de neige à basse altitude suivies d'un blocage d'air froid comme cela se produisit au début du grand hiver de 1709 ou de la vague de froid de février 1956.
Le mistral amène de l'air froid des Alpes. C'est le contraire : un front froid est bloqué par les Alpes et une masse d'air froid bute sur les Alpes. Le mistral est en fait de l'air frais aspiré à partir de l'océan Atlantique par la dépression dynamique du golfe de Gênes.

## Effets du mistral

### Ondes orographiques
Le mistral engendre souvent des ondes orographiques en aval des montagnes. Le phénomène fut identifié très tôt par Baldit et Rougetet en 1925. Les auteurs signalent « la présence de cirro-stratus lenticulaires, plus ou moins fusiformes » à Montélimar en présence de mistral. Ces nuages sont des cirrocumulus lenticularis qui sont des marqueurs d'ondes orographiques. À Pierrelatte qui est situé juste au sud de Montélimar, des vols d'onde sont possibles durant la mauvaise saison. Ceci confirme les affirmations faites en 1925.
Ceci s'applique dans toutes les Alpes du Sud. La plupart des sites offrent des possibilités de vol d'onde. On citera en particulier Saint-Auban
où les planeurs peuvent exploiter les ondes de ressaut au sud de la montagne de Lure.
Il en est de même à Vaumeilh.
En limite est de la zone du mistral à Fayence, les vols d'onde sont aussi possibles.

### Ensoleillement et sécheresse

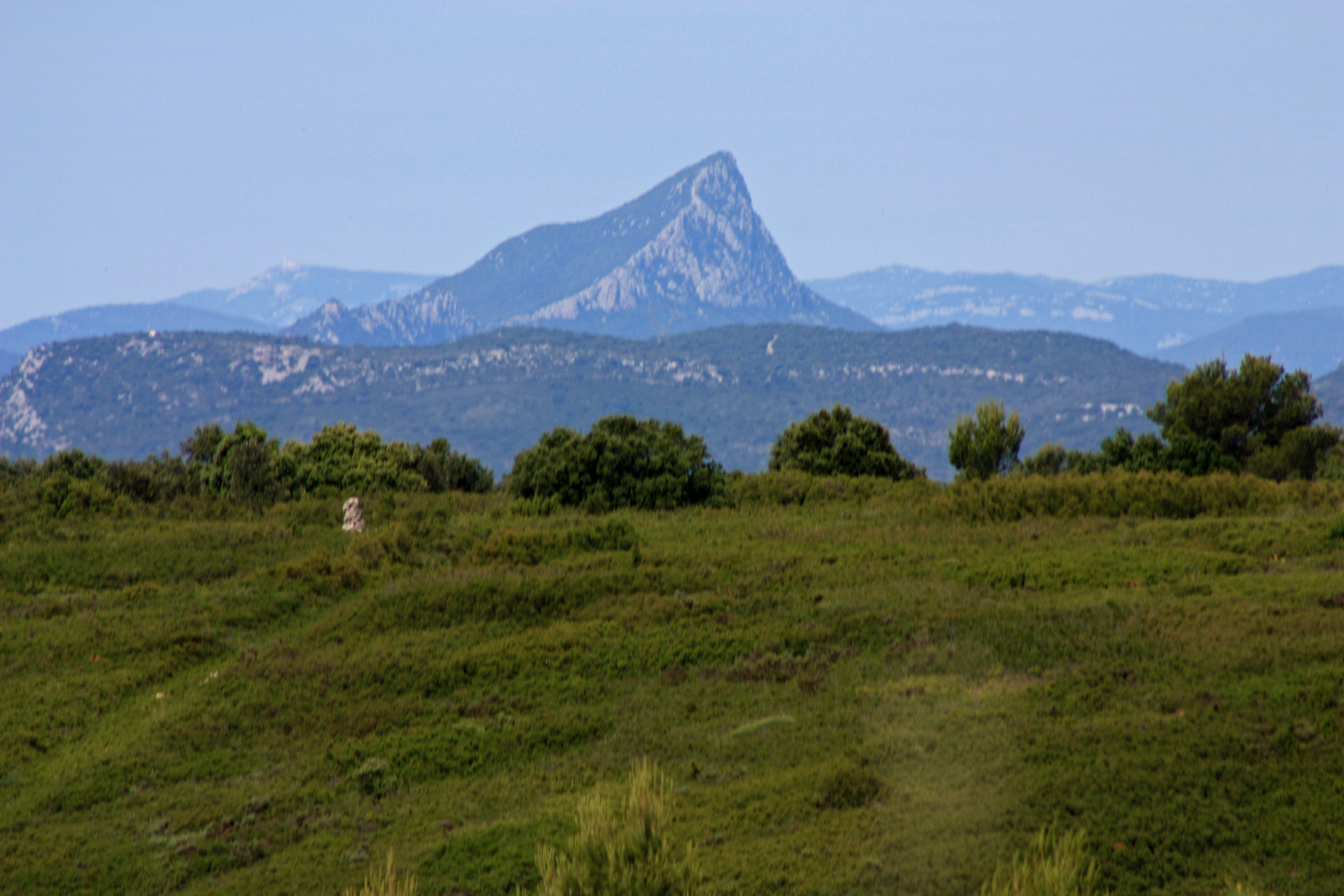
Le pic Saint-Loup dégagé par temps de mistral

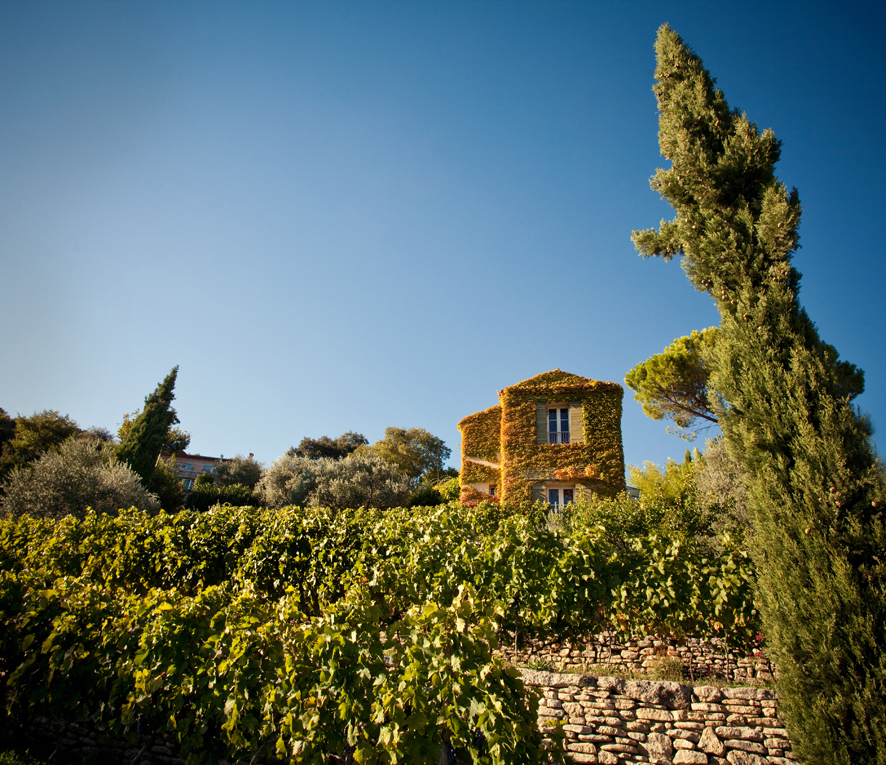
Ciel dégagé par jour de mistral dans le vignoble de Vaucluse

Le mistral est un vent sec, et son apparition dégage presque toujours le ciel et assèche l'air. Sa fréquence explique en partie l'ensoleillement exceptionnel (2 700 à 2 900 heures par an) et la limpidité de l'air en Provence. Pour les Provençaux, le mistral est un élément important dans l'identité régionale. Lorsque des perturbations traversent la France, la Provence est généralement très peu touchée et le mistral dégage très vite l'atmosphère : en moins de deux heures, ou en quelques kilomètres dans les Cévennes, on peut passer d'un ciel complètement couvert à un ciel complètement dégagé. La dispersion des poussières et des brumes rend l'air très limpide, de sorte que par temps de mistral on peut voir des montagnes distantes de 150 km ou plus.

### Salubrité
Le mistral a été accusé de nombreux maux par des écrivains comme Stendhal ou Colette, c'est le vent qui vient gâcher « tous les plaisirs que l'on peut rencontrer en Provence  ». Du point de vue sanitaire, le mistral présente à la fois des bienfaits et des méfaits.
Le mistral a la réputation d'être un vent salubre, car l'air sec qu'il véhicule assèche les eaux stagnantes et la boue, d'où son surnom de « mange-fange ». Ce fait était déjà attesté par Sénèque au Ier siècle de notre ère. Le mistral aurait contribué à l'élimination du paludisme et autres fièvres. Aujourd'hui, il dissipe vers le large la pollution de l'air au-dessus des villes et des grands centres industriels.
Même si l'air descendant se réchauffe par compression, ce phénomène n'est jamais suffisant pour compenser la froidure d'origine. Si le mistral rafraîchit en été, il aggrave le froid en hiver. Son pouvoir réfrigérant en hiver est particulièrement agressif, il accentue sensiblement la sensation de froid, de l'ordre de 5 à 10 °C en moins par rapport à la température réelle de l'air (immobile). Selon la parole populaire, le mistral «  déshabille  », car par les zones exposées, il pénètre jusqu'au corps, donnant l'illusion que toute protection vestimentaire est inutile.
Ce pouvoir réfrigérant est la quantité de chaleur prélevée au corps humain, pendant une unité de temps, par la combinaison de la température et de la vitesse du vent. Elle s'exprime en watts par mètre carré de surface corporelle.
Du point de vue neuropsychiatrique, le mistral peut être vu comme garantissant un bon moral (nettoyage du ciel et ensoleillement), c'est un « tueur de mélancolie  » (Nietzsche) ou au contraire comme « tourmenteur  » (Colette) ou « agaçant » (Stendhal). Des Provençaux se plaignent de migraines, d'insomnie, de nervosité par temps de mistral. Ce serait des personnes « anémosensibles  », soit par excitation mécanique (force et turbulence du vent), soit par variations du champ électrique.
Au niveau pathologique, les uns considèrent que le mistral n'a pas d'effets réels, hormis des troubles mineurs otorhinolaryngologiques (déshydratation des muqueuses). D'autres estiment que le mistral pourrait jouer un rôle dans le déclenchement d'hémorragies digestives, de décompensation de bronchite chronique, ou de cardiopathies ischémiques (variations de l'évaporation pulmonaire) lorsque le mistral est de longue durée (un des records est celui d'avril 1965 à Marseille, où le mistral a soufflé 23 jours d'affilée).

### Incendies de forêt
La sécheresse estivale provoque un stress hydrique important sur la végétation en région méditerranéenne. Les plantes aromatiques réagissent aux fortes chaleurs en émettant une grande quantité d'aromates volatils. Le mistral accroît ce stress hydrique et rend la forêt très inflammable. En plus de faciliter l'oxygénation du feu (effet similaire à la stimulation d'un feu de cheminée en « soufflant sur les braises ») le vent peut propager le moindre départ de feu à grande vitesse (plusieurs kilomètres par heure) et « sauter » par-dessus des éléments de relief, ce qui complique la tâche des pompiers dans la circonscription d'un incendie de forêt. De plus, la fumée est poussée par le vent, ce qui interdit presque toute intervention par le côté opposé à la direction du vent.

### Croissance des végétaux

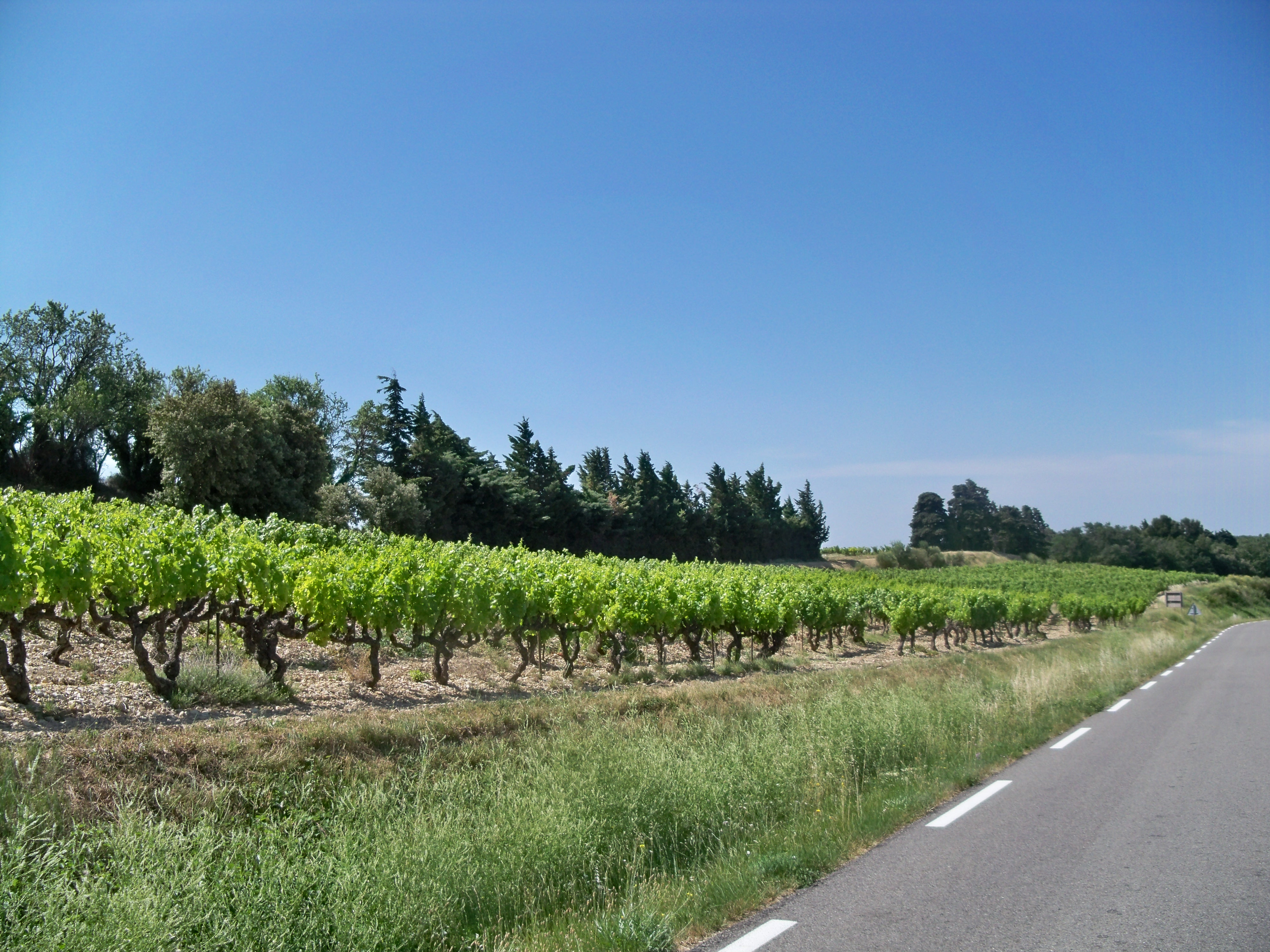
Vallée du Rhône : haies de cyprès contre le mistral

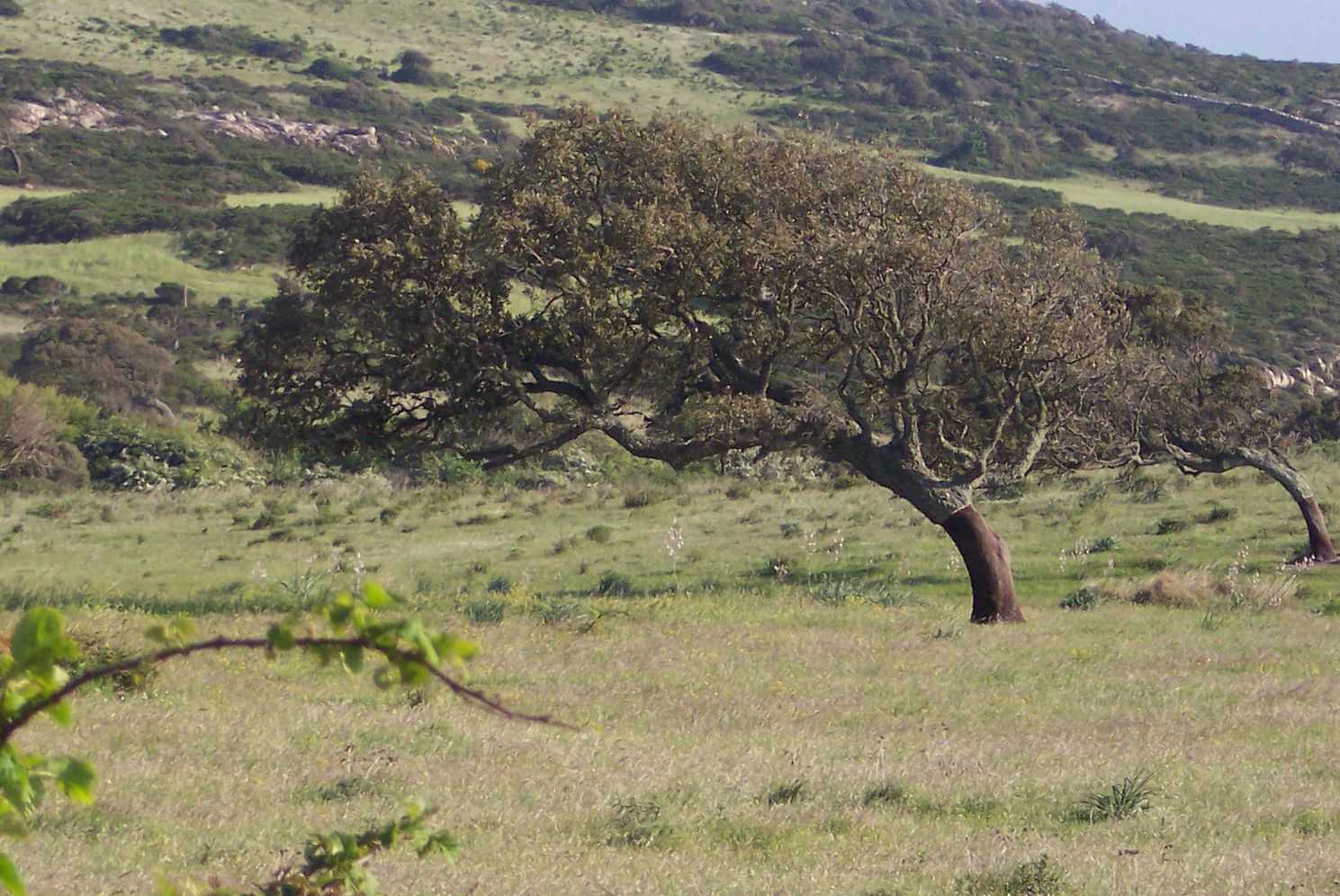
Chêne liège couché par la force du mistral

Dans la vallée du Rhône et sur la plaine de la Crau, la régularité et la violence du mistral font que les arbres poussent penchés vers le sud[réf. nécessaire]. Il n'existe pas de véritable forêt exploitable là où souffle le mistral en raison de cette particularité. Les Eaux-et-Forêts ancêtre de l'ONF n'ont jamais planté de forêt pour le bois de construction[réf. nécessaire]. Traditionnellement on trouve du mélèze ou du chêne des Alpes ou du Massif-Central pour la charpente et les grosses menuiseries de Provence. Et là où la forêt a disparu, les arbres repoussent difficilement à cause du vent fort que plus aucun arbre n'arrête.
Les agriculteurs de la vallée du Rhône sont ainsi obligés de planter des haies de cyprès et de peupliers, pour éviter que leurs cultures se dessèchent[réf. nécessaire]. Mais le mistral peut sauver des récoltes du gel de printemps qui peut sévir jusqu'à fin avril, à l'occasion d'un coup de froid[réf. nécessaire].

### Refroidissement de la température de la mer
Phénomène très marqué l'été sur la côte touchée par le mistral, celui-ci repoussant au large les eaux chaudes de surface remplacées par les eaux froides plus profondes (phénomène de remontée d'eau). La température de l'eau peut alors passer de 25 à 16 °C en un jour de mistral l'été[réf. nécessaire]. Un des effets collatéraux est souvent l'invasion de méduses rabattues depuis leur lieu de vie habituel.

### Influence sur l'architecture

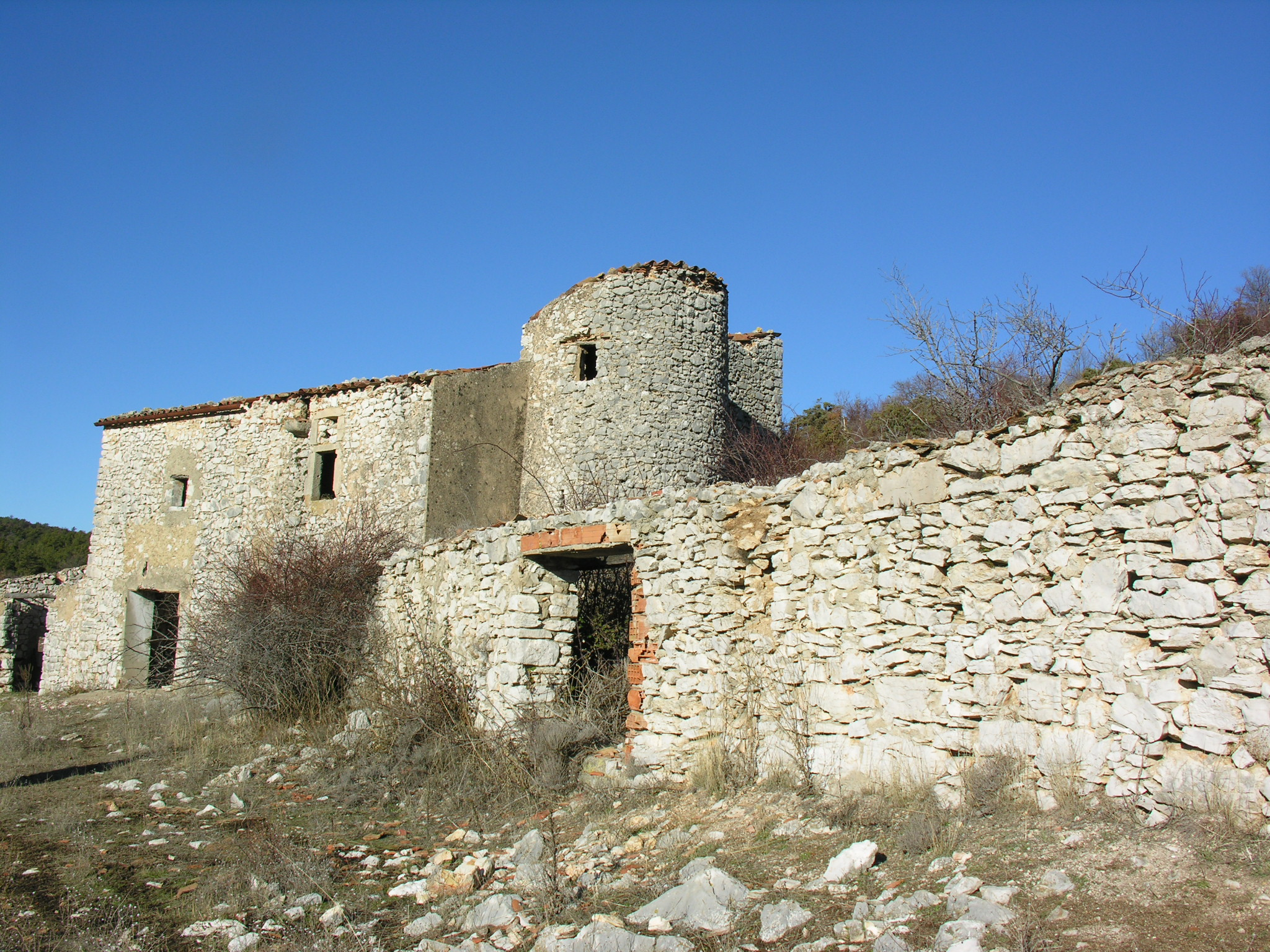
Vieux mas provençal sur le plan de Canjuers : la toiture est penchée du côté opposé à la direction du vent, le mur nord est aveugle, les seules ouvertures (fenêtres, portes) se trouvent sur la façade sud.

La maison provençale traditionnelle est orientée nord-sud, avec une légère inflexion vers l'est, de façon que la façade du midi soit à l'abri du mistral, en permettant de voir le soleil jusqu'à son coucher. La facade postérieure, dépourvue de fenêtres, se dresse contre le vent, parfois en présentant un angle orienté nord-nord-ouest.
Cette orientation s'observe entre les Alpes et le Rhône, de Valence à la mer. Il existe de rares exceptions en montagne (conditions locales particulières) où la maison se place en protection naturelle à l'abri d'un coteau ou d'un bois.
L'orientation des ouvertures principales se fait du côté opposé aux vents (mistral du nord-ouest, et aussi du vent d'est). Les ouvertures sont de dimension modeste, pour se protéger du vent, de la chaleur de l'été et du froid de l'hiver. De même les volets des fenêtres de l'habitat rural sont le plus souvent pleins, à pièces de bois jointés (verticales à l'extérieur et horizontales à l'intérieur).
Cette disposition de la maison produit une différence de distribution des pièces sur les deux facades, dont l'une est à l'ombre et l'autre au soleil. La face nord est protégée du vent par une haie compacte de cyprès, alors que la face sud est protégée du soleil par des platanes au feuillage large et épais.

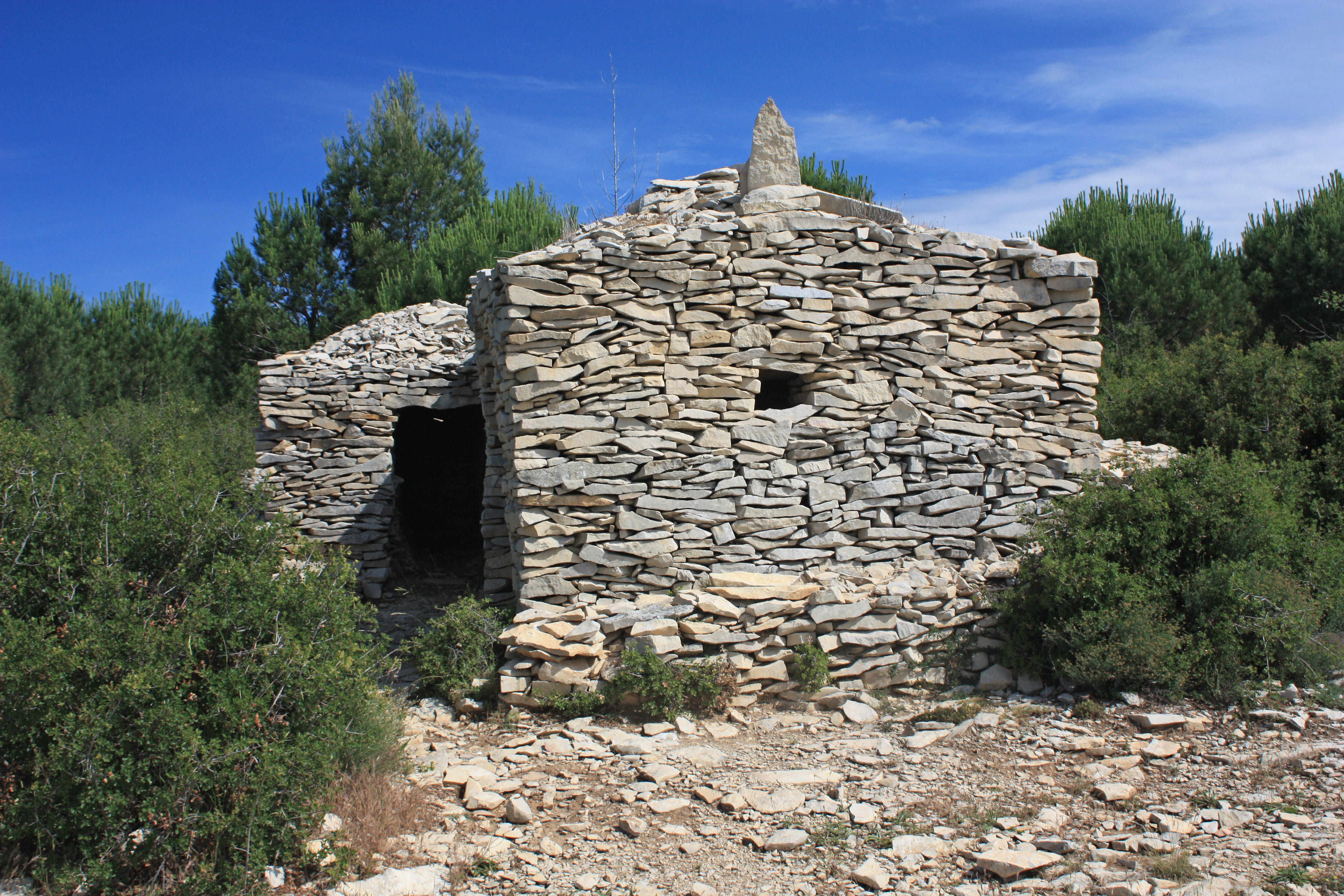
Capitelle à trois corps permettant d'abriter le troupeau lorsque soufflait le mistral.

Les toitures provençales sont presque plates par rapport à celles des pays froids. La pente ne dépasse pas 30 à 33 %, alors qu'elle atteint 50 % en Alsace. La solidité et la résistance au vent de la toiture est renforcée par une génoise.
La génoise provençale ou « fausse génoise » est constituée de tuiles creuses et arrondies, ou tuile canal. Le toit se termine en plusieurs rangs (de 2 à 5) de tuiles qui débordent la façade (ce débord est laissé vide en Provence, alors qu'il est rempli dans la région de Nice).
Les anciennes bergeries (ou brès en provencal) sont des constructions basses, avec des toitures très étendues à pente douce, se terminant presque au ras du sol. Elles se voient surtout dans la plaine de la Crau ou dans les Alpes de Provence.